# Julie Hagen-Schwarz
Julie Wilhelmine Emilie Hagen-Schwarz (Aksi, 27 ottobre 1824 – Tartu, 20 ottobre 1902) è stata una pittrice tedesca con cittadinanza russa, principalmente di ritratti.

## Biografia
Nacque in Estonia, all'epoca parte dell'Impero russo, in una famiglia di tedeschi del Baltico. Figlia del pittore August Matthias Hagen, mostrò sin da subito l'interesse per il disegno. Dopo il diploma presso le scuole pubbliche, si iscrisse all'Università di Dorpat (oggi Università di Tartu), dove sviluppò la sua passione per i ritratti.
Dopo la laurea ricevette una borsa di studio per studiare in Germania. Fu seguita da Friedrich Gonne a Dresda, poi si trasferì a Monaco per lavorare con Johann Moritz Rugendas. Tre anni dopo tornò a Tartu e ricevette un'altra borsa di studio dallo zar Nicola I di Russia per studiare in Italia. Questa volta fu accompagnata da suo padre, che sperava che il clima italiano alleviasse i suoi problemi alla vista.
Nel 1854 tornò in patria da celebre artista grazie alla sua partecipazione a numerose mostre in tutta Europa. Poco dopo sposò l'astronomo Ludwig Schwarz, che in seguito divenne direttore dell'osservatorio locale. Trascorsero la luna di miele in una spedizione nel sud-est della Siberia, poiché suo marito faceva parte di una squadra di esploratori di risorse minerarie per conto della Società geografica russa.
Nel 1858 divenne la prima donna eletta all'Accademia delle arti imperiale. Successivamente trascorse gran parte del suo tempo a San Pietroburgo, partecipando a tutte le mostre locali e nazionali. Complessivamente produsse oltre 700 ritratti.

## Galleria d'immagini

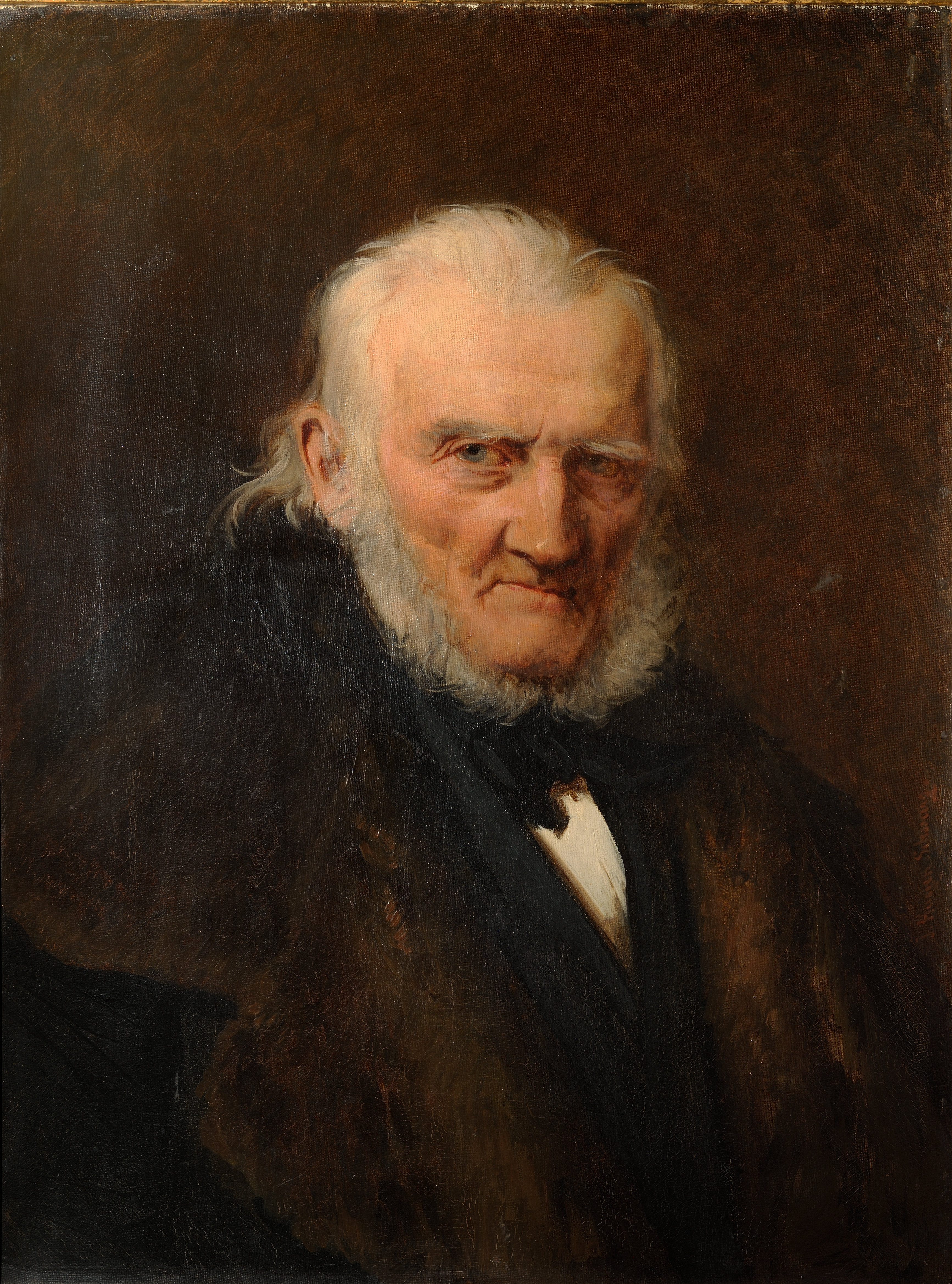
Ritratto di suo padre (1870)
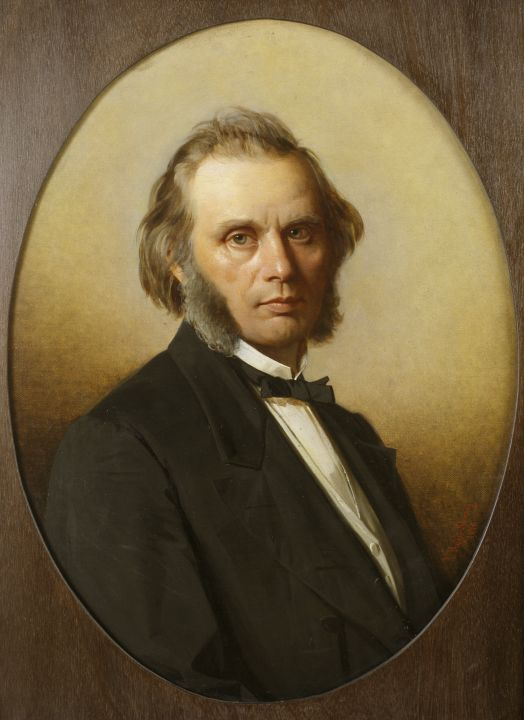
Ritratto di suo marito (1870)
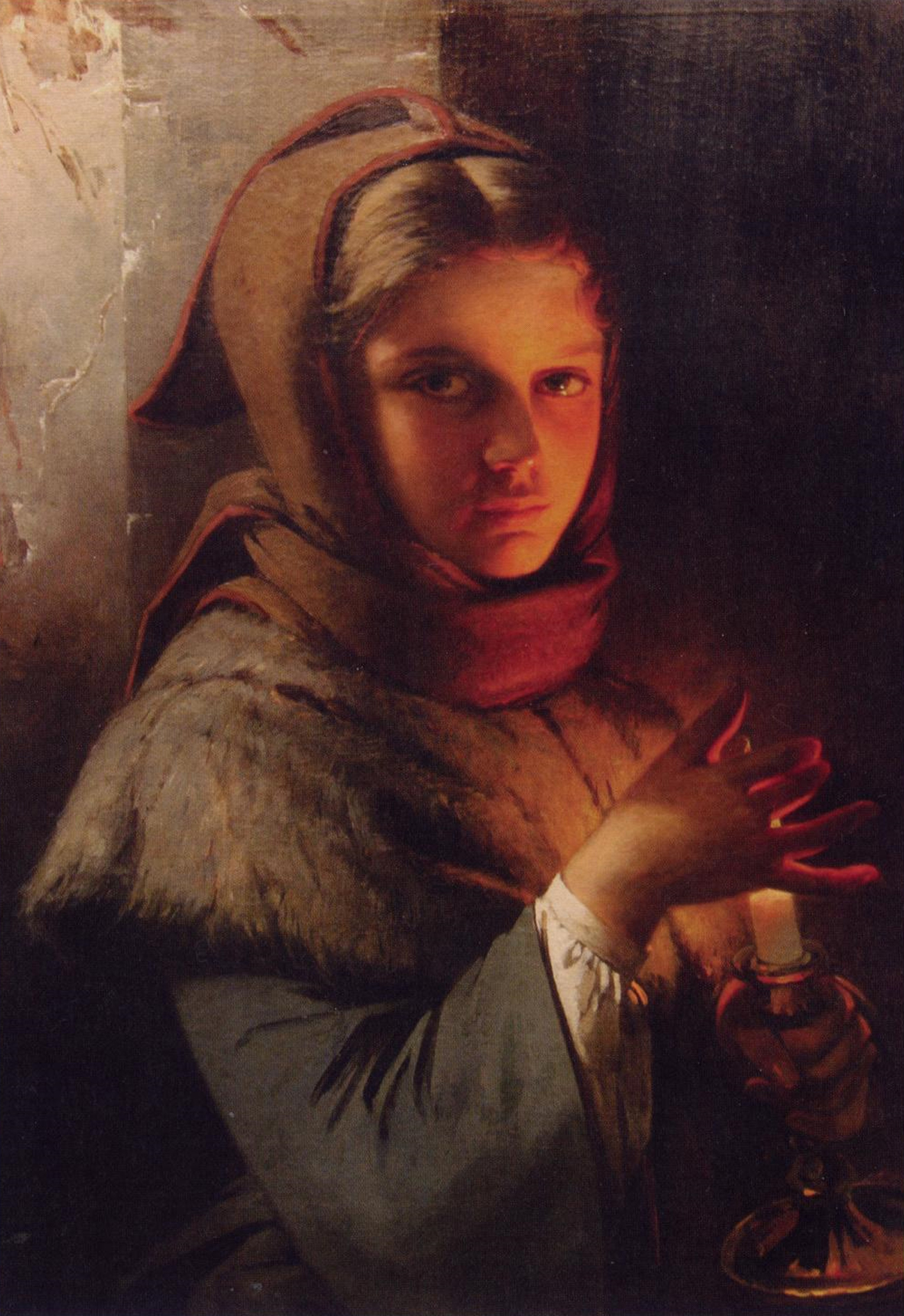
Ritratto di una giovane ragazza (1870 circa)
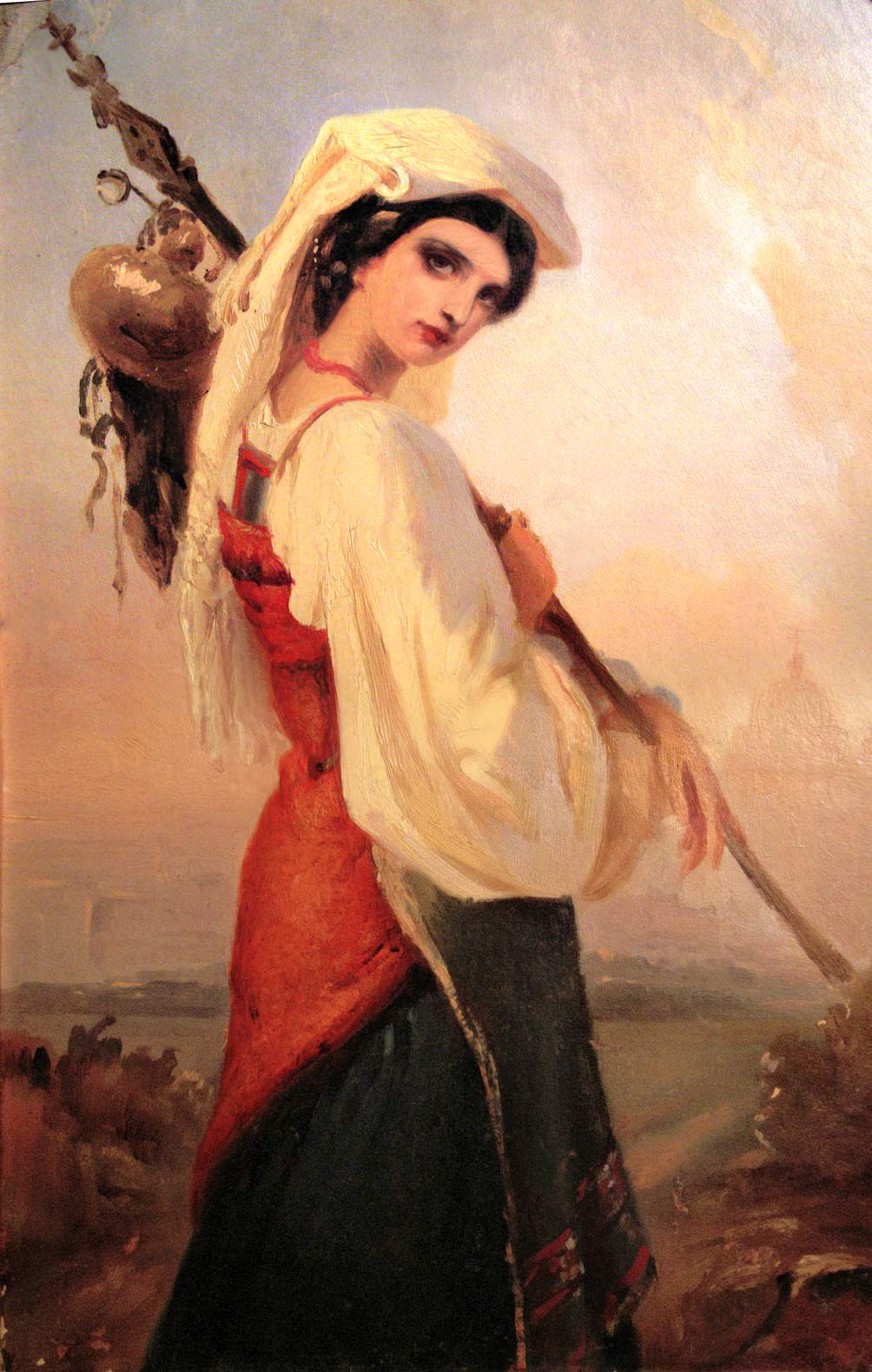
Fanciulla italiana in viaggio verso Roma (1850 circa)
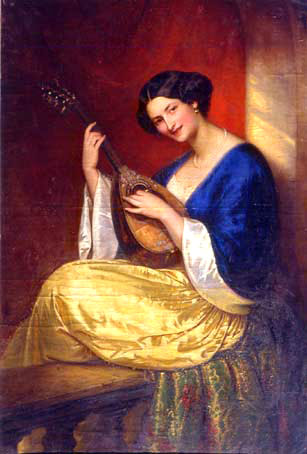
Suonatrice di mandolino (1851)